# Camp de beisbol

Diagrama de l'infield

El camp de beisbol és l'espai físic on es juguen els partits de beisbol, incloent-hi les grades i altres instal·lacions.

## Mesures del camp
El camp de beisbol consta de dues parts, a saber: l'infield i l'outfield.
L'infield comença en el punt del home. Té forma de diamant i el home se situa al vèrtex. Els 2 costats de 27,45 m formen un angle de 90°. En els extrems dels 2 costats se situen la 1a i 3a base. La 2a base se situa en el vèrtex oposat a la zona del llançador (en anglés, pitcher) i forma un quadrat amb les bases 1a i 3a. La zona del llançador se situa a 18,45 m des de la zona del home, sobre la diagonal. El diamant es tanca amb una corda circular amb centre en la zona del llançador i té un radi de 18,45 m.
L'outfield s'estén a continuació de l'infield amb un radi de 90-125 m.
Les mesures del camp poden variar també d'acord amb la categoria o modalitat (mini beisbol, sub 10, sènior, etc.).

## Llista de camps de beisbol per capacitat

### Camps als Estats Units d'Amèrica
- Los Angeles, Dodger Stadium (56.000 places)
- Nova York, Yankee Stadium (52.325 places)
- Denver, Coors Field (50.445 places)
- Atlanta, Turner Field (50.000 places)
- Dallas, Rangers Ballpark (Arlington) (49.200 places)
- Phoenix, Chase Field (49.000 places)
- Nova York, Citi Field (45.000 places)

### Altres camps
- L'Havana (Cuba), Estadio Latinoamericano (55.000 places)
- Tòquio (Japó), Tokyo Dome (55.000 places)
- Sapporo (Japó), Sapporo Dome (53.796 places)
- Toronto (Canadà), Centre Rogers (49.539 places)
- Incheon (Corea del Sud), Camp de beisbol Munhak (30.480 places)